# Сагындыков, Адильхан Сырлыбаевич
Адильхан Сырлыбаевич Сагындыков (каз. Әділхан Сырлыбайұлы Сағындықов; род. 26 июня 1979 года) - казахстанский тхэквондист.

## Карьера
Воспитанник шымкентского тхэквондо. Тренер - С.Б. Шокпытов.
Бронзовый призёр Азиатских игр 1998 года.
Участвуя в чемпионате мира 1999 года, завоевал бронзовую медаль. 
Участвовал в Олимпиаде 2004 года в Афинах.
Получив высшее образование, работает экономистом.